# Sette lance di Azukizaka
Le sette lance di Azukizaka (小豆坂七本槍?, Azukisaka shichi-hon-yari) fu un gruppo di sette samurai che si distinsero durante la prima battaglia di Azukizaka nel 1542.

## Membri
Il gruppo erano formato dai seguenti samurai:
- Oda Nobumitsu（1516 - 1556）
- Oda Nobufusa （? - ?）
- Okada Shigeyoshi （1527 - 1583）
- Sassa Masatsugu （? - 1560）fratello maggiore di Sassa Narimasa, morto nel 1560 durante la battaglia di Okehazama
- Sassa Magosuke （? - 1556）fratello maggiore di Sassa Narimasa, morto nel 1556 combattendo Oda Nobuyuki durante la battaglia di Inō
- Nakano Shigeyoshi（1526 - ?）
- Shimokata Sadakiyo（1527 - 1606）